# Alphonso Taft
Alphonso Taft (Townshend, 5 novembre 1810 – San Diego, 21 maggio 1891) è stato un politico statunitense.

## Biografia
Alphonso Taft nacque a Townshend, nel Vermont, figlio unico di Peter Rawson Taft e di Sylvia Howard, il 5 novembre 1810. Conseguì il bachelor's degree all'Università Yale nel 1933, classificandosi terzo nella sua classe.
Fu il 35º procuratore generale degli Stati Uniti durante la presidenza di Ulysses S. Grant.
Si sposò due volte, la prima con Fanny Phelps. Con la seconda moglie, Louise Taft, ebbe William Howard Taft, che diverrà il 27º presidente degli Stati Uniti.
Fu il cofondatore della confraternita universitaria di Yale Skull and Bones. 
È stato ambasciatore degli Stati Uniti in Austria-Ungheria nel 1882 e in Russia dal 22 agosto 1884 all'agosto 1885. 
Morì a San Diego, in California, il 21 maggio 1891.